# برنيكي الثالثة
برنيكي الثالثة، (بالإنجليزية: Berenice III)‏، تدعى (كوكى). (باليونانية: Βερενίκη)‏. يطلق عليها أحيانًا كليوباترا برنيكي، حكمت كملكة مصر من 81 إلى 80 ق.م.، وربما من 101 إلى 88 ق.م. بالاشتراك مع عمها / زوجها بطليموس العاشر.

## حياتها
ولدت عام 120 ق.م. وهي ابنة بطليموس التاسع وكليوباترا سيليني الأولى. تزوجت بطليموس العاشر الإسكندر الأول عام 101 ق.م.، بعدما استولى على العرش من لاثيروس وقتل والدته (وجدتها) كليوباترا الثالثة. عندما طالب لاثيروس بالعرش، فقدت برنيكي حقها بالحكم. إلى أنها عندما توفي لاثييروس في نهاية 81 ق.م.، إستولت على العرش وحكمت ستة أشهر، وفي تلك الفترة كسبت حب الشعب.
أضطرت للزواج من بطليموس الحادي عشر عام 80 ق.م. قتلها بعد 19 يوم، مما دفع بالشعب إلى الثورة عليه وقتله في غضون أيام قليلة.

## مقالات ذات صلة
- بطليموس التاسع
- المملكة البطلمية